# Iseo
Iseo (bresciska: Izé) är en ort och kommun i provinsen Brescia i regionen Lombardiet i Italien. Kommunen hade 9 168 invånare (2018). Iseo ligger invid Iseosjön i vinregionen Franciacorta.